# Najveći Hrvat
Najveći Hrvat (em português: Maiores Croatas) é um programa de televisão croata do gênero jornalístico exibido pelo Nacional e lançado em 2003. O programa é baseado no programa britânico 100 Greatest Britons da emissora BBC que também colabora na produção do programa.

## Escolhidos

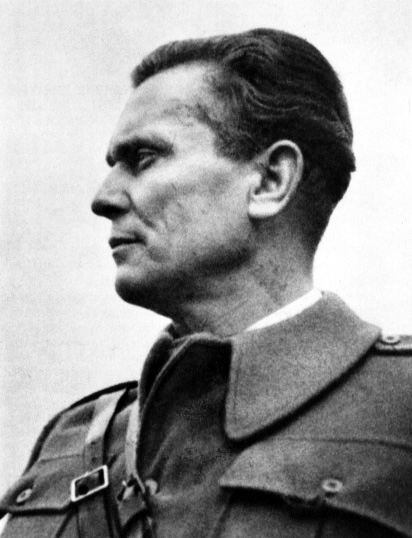
Josip Broz Tito, líder

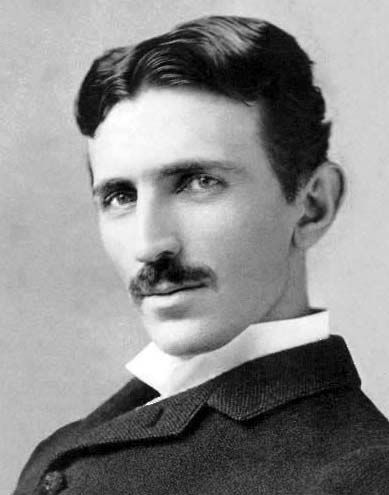
Nikola Tesla, vice-líder

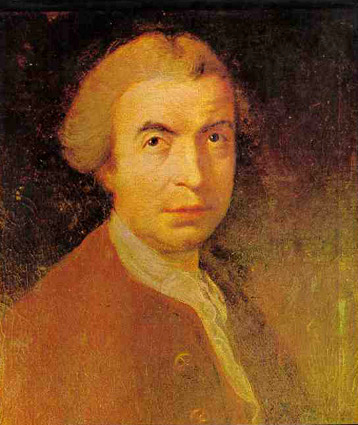
Ruđer Bošković, terceiro colocado

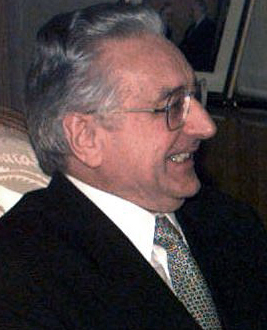
Franjo Tuđman, quinto colocado

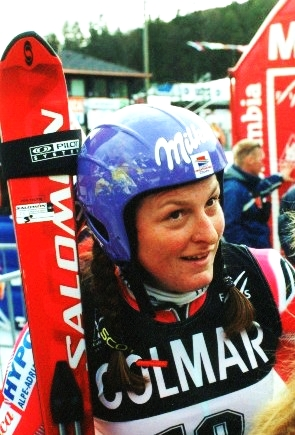
Janica Kostelić, 17° colocado

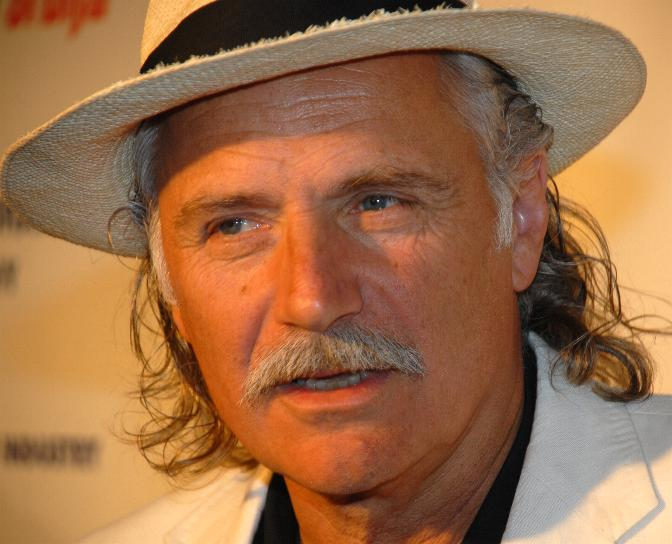
Rade Šerbedžija, 23° colocado

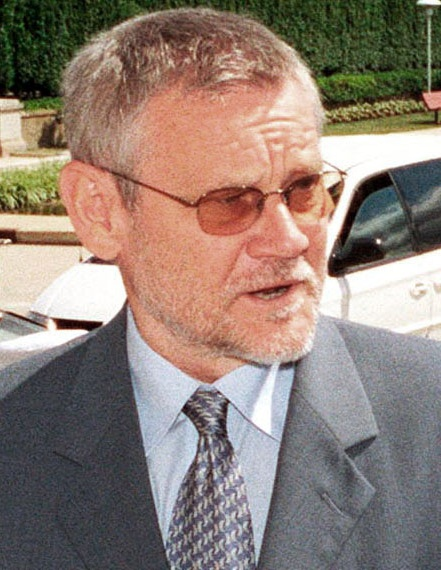
Ivica Račan, 54° colocado

### Top 10
1. Josip Broz Tito (1892–1980)
2. Nikola Tesla (1856–1943)
3. Ruđer Bošković (1711–1787)
4. Miroslav Krleža (1893–1981)
5. Franjo Tuđman (1922–1999)
6. Dražen Petrović (1964–1993)
7. Stjepan Mesić (n. 1934)
8. Ivo Andrić (1892–1975)
9. Tin Ujević (1891–1955)
10. Stevo Karapandža (n. 1947)

### Top 100
1. Zoran Stanisavljević (n. 1962)
2. Tomislav of Croatia (?–928)
3. Rahim Ademi (n. 1954)
4. Stipe Šuvar (1936–2004)
5. Vlado Gotovac (1930–2000)
6. Ivan Meštrović (1883–1962)
7. Josip Juraj Strossmayer (1815–1905)
8. Janica Kostelić (n. 1982)
9. Stjepan Radić (1871–1928)
10. Josip Jelačić (1801–1859)
11. Ante Starčević (1823–1896)
12. Alojzije Stepinac (1898–1960)
13. Branimir Štulić (n. 1953)
14. Rade Šerbedžija (n. 1946)
15. Matija Gubec (1556–1573)
16. Mirko Ilić (n. 1956)
17. Miroslav Radman (n. 1944)
18. Ivan Supek (1915–2007)
19. Franjo Kuharić (1919–2002)
20. Branko Bauer (1921–2002)
21. Ante Gotovina (n. 1955)
22. Miljenko Smoje (1923–1995)
23. Goran Ivanišević (n. 1971)
24. Marija Jurić Zagorka (1873–1957)
25. Ivana Brlić-Mažuranić (1874–1938)
26. Ljudevit Gaj (1809–1872)
27. Marko Marulić (1450–1524)
28. Petar Zrinski (1621–1671) & Fran Krsto Frankopan (1643–1671)
29. Mile Dedaković (b. 1951)
30. Lavoslav Ružička (1887–1976)
31. Juraj Dalmatinac (1410–1473)
32. Krešimir Ćosić (1948–1995)
33. Slavoljub Penkala (1871–1922)
34. Vladimir Nazor (1876–1949)
35. Ivan Gundulić (1589–1638)
36. Arsen Dedić (n. 1938)
37. Marin Držić (1508–1567)
38. Tarik Filipović (n. 1972)
39. Goran Bregović (n. 1950)
40. Mate Ujević (1901–1967)
41. Savka Dabčević-Kučar (1923–2009)
42. Miroslav Blažević (n. 1935)
43. Dušan Vukotić (1927–1998)
44. Severina (n. 1972)
45. Ivica Račan (1944–2007)
46. Marko Perković Thompson (n. 1966)
47. Ivan Goran Kovačić (1913–1943)
48. Vladimir Prelog (1906–1998)
49. Branko Lustig (n. 1932)
50. Dražen Budiša (n. 1948)
51. Mate Parlov (1948–2008)
52. Vatroslav Lisinski (1819–1854)
53. Faust Vrančić (1551–1617)
54. Boris Dvornik (1939–2008)
55. Vlaho Bukovac (1855–1922)
56. Andrija Štampar (1888–1958)
57. Bernard Vukas (1927–1983)
58. Zinka Kunc (1906–1989)
59. Antun Mihanović (1796–1861)
60. Fabijan Šovagović (1932–2001)
61. Slavenka Drakulić (n. 1949)
62. August Šenoa (1838–1881)
63. Andrija Maurović (1901–1981)
64. Antun Augustinčić (1900–1979)
65. Ante Topić Mimara (1898–1987)
66. Edo Murtić (1921–2005)
67. Ivo Pogorelić (n. 1958)
68. Bruno Bušić (1939–1978)
69. Frano Supilo (1870–1917)
70. Goran Višnjić (n. 1972)
71. Vlaho Bukovac
72. Andrija Hebrang (1899–1949)
73. Dragutin Gorjanović-Kramberger (1856–1936)
74. Juraj Križanić (1618–1683)
75. Marin Getaldić (1568–1626)
76. Antun Gustav Matoš (1873–1914)
77. Franjo Šeper (1905–1981)
78. Oliver Mlakar (n. 1935)
79. Mirko Seljan (1871–1913) & Stjepan Seljan (1875–1936)
80. Ivan Lupis (1813–1875)
81. Ante Trumbić (1864–1938)
82. Franjo Trenk (1711–1749)
83. Ivo Robić (1923–2000)
84. Ivan Generalić (1914–1992)
85. Lovro pl. Matačić (1899–1985)
86. Slava Raškaj (1877–1906)
87. Branko Gavella (1885–1962)
88. Krešo Golik (1922–1996)
89. Bartol Kašić (1575–1650)
90. Marko Turina (n. 1937)